# Траян (шрифт)
Вижте пояснителната страница за други значения на Траян.
Траян шрифт (Trajan), e вид шрифт, изнамерен от Карол Твомбли (Carol Twombly) през 1989 г. за Адобе, който базира на буквите на Траяновата колона.
Шрифтът няма малки букви. Използва се предимно във филмовите плакати, например на Титаник, Троя и други. Използва се и на логото на биотехнологичната и фармацевтична фирма Новартис.